# Llista de regions naturals d'Israel

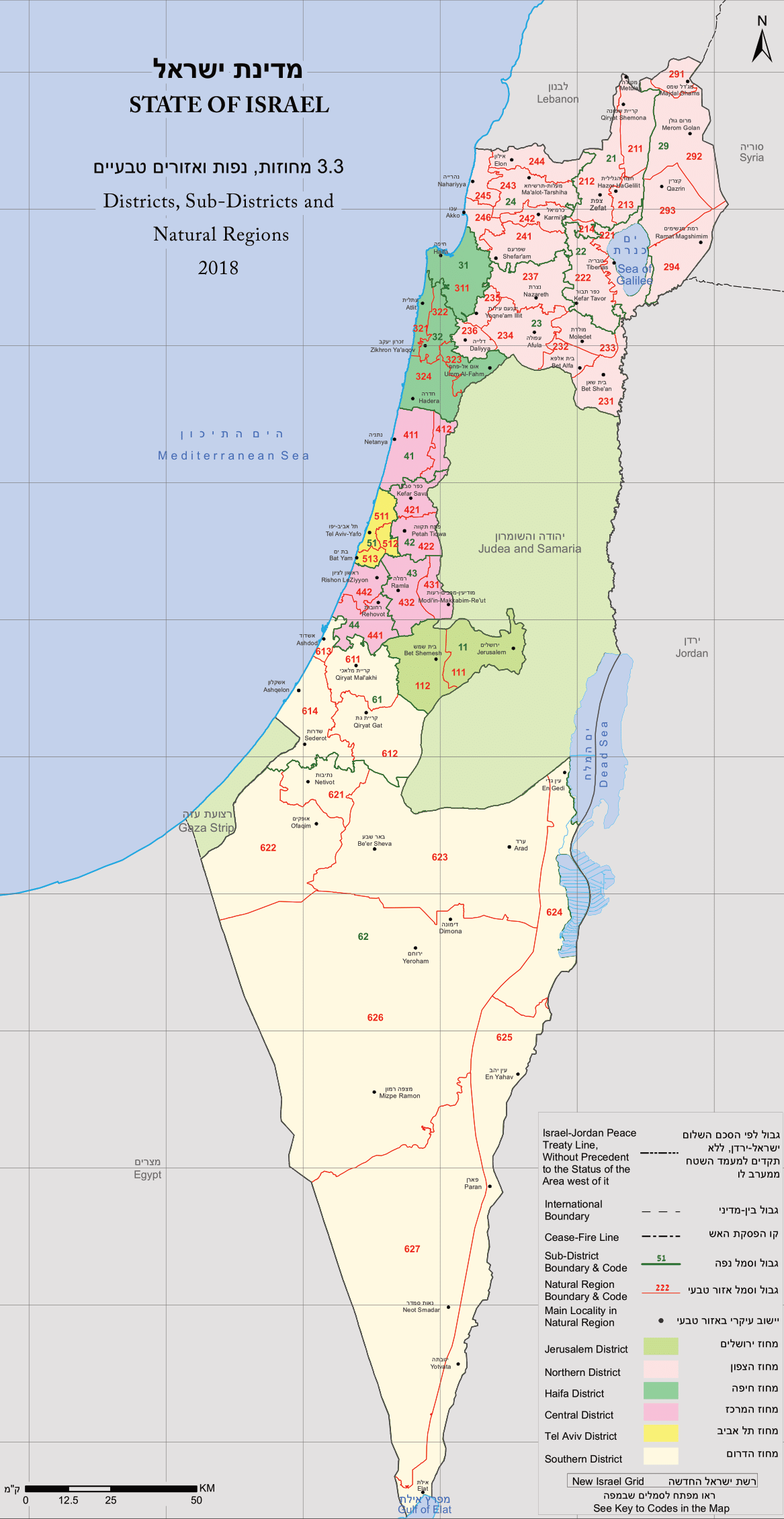
Regions naturals d'Israel

En els casos que apareixen dos noms per a un mateix lloc, el nom en rodona és el nom tradicional català, i entre parèntesis i en cursiva apareix el nom més usat en les transliteracions actuals. L'Institut d'Estudis Catalans va confirmar en els Documents de la Secció Filològica IV que els noms de llocs i persones publicats a la Bíblia Catalana Interconfessional eren els noms tradicionals en la llengua catalana.

## Districte de Jerusalem
11 - Subdistricte de Jerusalem
- 111 - Muntanyes de Judea
- 112 - Galters de Judea

## Districte del Nord
21 - Subdistricte de Zefat
- 211 - Conca de l'Hulé (Hula)
- 212 - Alta Galilea Oriental
- 213 - Regió d'Hassor (Hazor)

22 - Subdistricte del Llac de Tiberíades (Kineret)
- 221 - Kinerot
- 222 - Baixa Galilea Oriental

23 - Subdistricte de Jizreel (Yizre'el)
- 231 - Conca del Betxean (Bet She'an)
- 232 - Vall del Harod
- 233 - Plana de Kokhav
- 234 - Conca del Jizreel (Yizre'el)
- 235 - Regió de Jocneam (Yoqne'am)
- 236 - Plana de Menashe
- 237 - Muntanyes de Natzaret-Tir'an (Nazareth-Tir'an)

24 - Subdistricte d'Acó (Akko)
- 241 - Regió de Shefar'am
- 242 - Regió de Karmi'el
- 243 - Regió de Yehi'am
- 244 - Regió d'Elon
- 245 - Regió de Nahariyya
- 246 - Regió d'Acó (Akko)

29 - Subdistricte del Golan
- 291 - Regió d'Hermon
- 292 - Golan del Nord
- 293 - Golan Mitjà
- 294 - Golan del Sud

## Districte de Haifa
31 - Subdistricte de Haifa
- 311 - Regió de Haifa

32 - Subdistricte de Hadera
- 321 - Costa del Carmel (Karmel)
- 322 - Regió de Zikhron Ya'aqov
- 323 - Muntanya d'Alexandre
- 324 - Regió de Hadera

## Districte Central
41 - Subdistricte de Saron (Sharon)
- 411 - Saron (Sharon) Occidental
- 412 - Saron (Sharon) Oriental

42 - Subdistricte de Pétah Tiqvà
- 421 - Saron (Sharon) del Sud
- 422 - Regió de Pétah Tiqvà

43 - Subdistricte de Ramla
(No confondre amb Ram Al·là, seu de l'Autoritat Nacional Palestina)
- 431 - Regió de Lod

44 - Subdistricte de Rehobot
- 441 - Regió de Rehobot
- 442 - Regió de Rixon le-Tsiyyon

## Districte de Tel-Aviv
51 - Subdistricte de Tel-Aviv
- 511 - Regió de Tel-Aviv
- 512 - Regió de Ramat Gan
- 513 - Regió d'Holon

## Districte del Sud
61 - Sub-districte d'Ascaló (Aixqelon)
- 611 - Regió de Malaquies (Malakhí)
- 612 - Regió de Laquix (Lakhix)
- 613 - Regió d'Asdod (Aixdod)
- 614 - Regió d'Ascaló (Aixqelon)

62 - Sub-districte de Beerxeba (Beer xeva)
- 621 - Regió de Guerar (Guerar)
- 622 - Regió de Bessor (Bessor)
- 623 - Regió de Beerxeba (Beer xeva)
- 624 - Regió del Mar Mort
- 625 - Regió d'Arabà (Aravà)
- 626 - Muntanya del Nègueb (Néguev) del Nord
- 627 - Muntanya del Nègueb (Néguev) del Sud